# Kimie Morita
Kimie Morita (em japonês:  森田 貴美枝; Suita, 27 de fevereiro de 1958) é uma ex-jogadora de voleibol do Japão que competiu nos Jogos Olímpicos de 1984.
Em 1984, ela fez parte da equipe japonesa que conquistou a medalha de bronze no torneio olímpico, no qual atuou em cinco partidas.